# باتريك هاولت
باتريك هاولت هو رسام كندي، ولد في 17 سبتمبر 1971.

## وصلات خارجية
- الموقع الرسمي